# Abdul Ghani Baradar
Mulá Abdul Ghani Baradar, também chamado Mulá Baradar Akhund ou Mulá Irmão, é um político afegão, atual vice-primeiro-ministro interino do Emirado Islâmico do Afeganistão desde 7 de setembro de 2021, foi co-fundador do movimento Talibã no Afeganistão. Ele foi o vice de Mulá Mohammed Omar. Baradar foi capturado no Paquistão por uma equipe do Inter-Services Intelligence (ISI) e da Agência Central de Inteligência (CIA) em fevereiro de 2010, e foi libertado em 21 de setembro de 2013.